# Башкортостан в эпоху Золотой Орды
Башкортостан в эпоху Золотой Орды — история территории расселения башкир — Исторического Башкортостана в эпоху Золотой Орды (Улуса Джучи).

## Нашествие монголов и вхождение в состав Золотой Орды
С середины XI века и до нашествия монголов властителями Дешт-и Кипчака — степного пояса Евразии, являлись половцы (кипчаки), в свою очередь оттеснивших огузов и печенегов. Однако кипчаки не смогли подчинить башкир, об этом у Абу-ль-Гази пишет таким образом: «народы Урус (русские), Маджар (венгры), Башкирд (башкиры) возмутились (против кипчаков).» Башкиры не признали над собою власть кипчаков, также не существует источника, утверждавший что башкиры платили им какую-либо дань. В этот период некоторые башкирские племена находились в союзнических отношениях с Волжской Булгарией.
В 1207 году монгольская армия под предводительством царевича Джучи была направлена «к лесным народам», которые жили к северу-западу от Главного юрта (Монголии). Согласно «Сокровенному сказанию монголов» (1240), «покорил Жочи (Джучи) многие племена лесные… всех вплоть до бажигидов (башкир)», что указывает на наличие первых контактов башкир с монголами.
В 1216 году на реке Уил (либо в междуречье рек Джарлы и Кумак) состоялось первое сражение кипчаков (половцев) и монголов во главе с Субэдэем. Нет сведений о непосредственном участии в этом сражении башкир.
Лето 1219 года правитель Монгольской империи Чингизхан со своим войском провёл на юге Сибири в долине реки Иртыш. В «Сокровенном сказании монголов» включено следующее распоряжение Чингизхана: «А Субеетай-Баатура… он отправил в поход на север, повелевая дойти до одиннадцати стран и народов, как то: канлин, кибчаут, бачжигит (башкиры), оросут, мачжарат, асут, сасут, саркесут, кешимир, болар, рарал, перейти через многоводные реки Идил (Агидель-Волга) и Аях (Яик), а также дойти и до самого города Кивамен-кермен. С таким повелением он отправил в поход Субеетай-Баатура». К лету 1220 года татаро-монголы захватили территорию Сибири, Средней Азии и Казахстана.
По Ибн аль-Асиру, в 1223 году монголы напали на Волжскую Булгарию и потерпели там поражение. В то же время в китайской хронике «Юань ши» («Официальные хроники династии Юань») написано что монголы победили булгар. Союзниками булгар были башкиры и финно-угорские народы.
1224 году на съезде монгольской знати было провозглашено создание государства Золотой Орды (Улуса Джучи), в его состав вошли или должны были войти следующие области и страны перечисленные в «Родословии тюрок» («Шаджарат ал-атрак»): «…после завоевания Хорезма, по приказу Чингиз-хана, Хорезм и Дешт-и-Кипчак от границ Каялыка до отдаленнейших мест Саксина, Хазара, Булгара, алан, башкир, урусов и черкесов, вплоть до тех мест, куда достигнет копыто монгольской лошади, стали принадлежать Джучи-хану, и он в этих странах утвердился на престоле ханства и на троне правления». В 1224—1225 годах татаро-монголы занимают правобережье Яика от низовий до среднего течения, таким образом границы Монгольской империи плотно соприкасаются с землями башкир. К этому времени относится возможное подчинение зауральских башкир во главе предводителя рода кара-табын (ирэкте) Майкы-бия. В шежере рода кара-табын (ирэкте) племени табын об этих событиях говорится таким образом: «Род Кара-Табын идёт от Майки-бия. Во времена Чингиз-хана Майки-бий, живя в местности Миадак в Уральских горах, кочевал в долине реки Миасс; он Чингиз-хану возил подарки; став его спутником, ездил вместе с Чингиз-ханом на одной повозке; дали ему имя Уйшин Майки-бий». По другим данным, правитель Табынского ханства Майкы-бий мог признать власть Чингисхана уже в 1207 году.
После ухода основного войска на восток, монгольское движение на запад было ослаблено. В 1227 году умер Джучи и его владения перешли в наследство сыну Бату. В 1229 году когда Угедей взошёл на общемонгольский престол, он приказал Бату продолжить дело своего отца — «захватить все северные области как то: Ибир-Сибир, Булар, Дешт-и-Кипчак, Башгурд, Рус…». В 1229 году Субэдэй во главе большого войска без особого сопротивления захватил кочевья саксинов и кипчаков, часть последних укрылась в Историческом Башкортостане. Монголы широким фронтом двинулись на земли булгар и башкир по междуречью Итиля и Яика навстречу их течению, переходили реки Самару, Яик, Сакмар, с ходу атаковали и буквально смели «засечную черту» на правобережье Кинели и Сока. Согласно Н. Г. Апполовой, в результате похода 1229—1230 годов монголы покорили многие местные племена, и утвердились в юго-западной части Башкортостана, которая превратилась в главную базу для дальнейших завоеваний. В начале 1230 года чжурчжэни нанесли поражение монголам и Угэдэй был вынужден отдать приказ об отзыве Субэдэя с его войском в Китай. Летом 1230 года Субэдэй покинул башкиро-булгарское пограничье и направился в Монголию.
В исторических преданиях башкир («Бошман-Кыпсак-батыр», «Мерген и Маянхылыу», «Бурзяне во времена ханов» и других) отразились следы сопротивления, которое оказали завоевателям местные жители. В башкирском предании «Биксура» описываются произошедшие события в 1232 году: «До нашествия Чингиса и Батыя, реки Агидель, Ик, Мэлле и Минзели были глубоководны, богаты рыбой, а долины их покрыты густыми лесами. В тех местах кочевали башкирские роды байляр и буляр. Жили они привольно. Скот, добытая пища принадлежали всем. Когда же через их земли прошел хан Батый со своим войском, мирной спокойной жизни башкирских родов пришел конец. Хан шел покорять страну булгар и по пути уничтожал башкирские племена, грабил их… Это произошло в отсутствие Биксуры — старшего сына Карагай-атая. Когда Биксура возвратился с охоты и стал очевидцем содеянного захватчиками, он, потрясенный горем, вознегодовал. Выслушав рассказ матери, простился со своими родичами, сыном, что лежал в колыбели, сел на своего аргамака и поскакал к соседним родам: байлар, ыласын, буре. Там он собрал джигитов, готовых пройти сквозь огонь и воду, и выступил против войска Батый-хана. Выследил и уничтожил врагов. Первое наступление Батый-хана на булгар было сорвано. Года через три Батый-хан снова направил большое войско в сторону булгар. Биксура со своими джигитами снова поднялся на борьбу».
В башкирской легенде «Азан-таш», где события 1230—1232 годов разворачивается в центре Южного Урала: «В древние времена на башкир напали… монголы, и было их несметное войско. Башкиры сражались отчаянно, защищая свою землю, но не могли устоять перед многочисленным воинством врага и потерпели поражение. Остатки разбитого на поле боя войска скрылись в дебрях лесных чащ и теснинах гор. Здесь же скрывался некий просвещенный батыр. Он задумал собрать вокруг себя всех оставшихся в живых сородичей и отомстить врагу за поражение. …разбредшийся по горам и лесам народ стал собираться воедино. Из этих людей батыр сколотил войско, отправил гонцов по всему Башкортостану, призывая нанести ответный удар по нашественникам. По прошествии зимы башкиры разгромили сильное войско захватчиков и прогнали их из своей земли». В легенде «Усергены» также рассказывается о многолетней борьбе башкир с монголами: «Между Саракташем и Кувандыком тянется над Сакмаром горный хребет. Там происходили особенно кровавые битвы. „Яутубэ“ — „Горою битв“ называет народ ту горную гряду. Название это осталось ещё от тех времён… Однажды на усергенов… напала саранча монгольских племён. Над долинами Яика и Сакмары были у усергенов сторожевые посты и крепости. В них-то и встретили они монголов. Произошло немало жестоких битв. С обеих сторон погибло множество народа. Правда, находившиеся в укрепленной обороне усергены потеряли значительно меньше людей, чем их враги… С трудом заняв несколько укрепленных, как крепости, сторожевых постов, монголы остановились на трёх рубежах…». А в другом башкирском предании приводится описание этих укреплений: «В старину наши предки с китайцами (с монголами) воевали. Выроют большую широкую яму, обложат её со всех сторон насыпью, сверху жердями и бревнами заложат, потом берестой и землей накроют — и получалось надежное укрепление. А из оставленных узких отверстий можно было отстреливаться от любого противника. По-башкирски эта крепость маса называлась».
В 1235 году великий каан Угэдэй принял решение об общеимперском походе на запад и напомнил царевичам-чингизидам о том, что «народ там свирепый». В «Сокровенном сказании монголов» башкиры перечислены среди народов оказавших наиболее сильное сопротивление татаро-монголам во главе с Субэдэем: «Встречал сильное сопротивление со стороны тех народов и городов, завоевание которых ему (Субэдэю) было поручено Чингисханом, а именно: Канлин, Кибчаут, Бачжиат (башкиры), Орусут, Асут, а также и городов за многоводными реками Адиль (Агидель-Волга) и Чжаях (Яик)». По мнению В. А. Злыгостева, Угэдэй и Субэдэй в данном случае имели в виду в первую очередь башкир и булгар, так как к 1234—1235 годам иных, по-настоящему серьёзных противников, готовых противостоять агрессору, в этом регионе не было. В «Шежере племени мин» о начале похода говорится таким образом: «…Угедей-хан… послал сына Джучи-хана (Бату), своего сына Гуюка, сына Толуй-хана, Мунке-хана и сыновей Чагатай-хана взять русский, черкесский, булгарский, туранский, башкирский и другие юрты. В ту пору… башкирским беком был Алакым-бек».
Согласно Рашид ад-Дину, «Царевичи, которые были назначены на завоевание Кипчакской степи… все сообща… двинулись весною бичин-ил, года обезьяны, который приходится на месяц джумад 633 г. х. [11 февраля — 11 марта 1236 г. н. э.]; лето они провели в пути, а осенью в пределах Булгара соединились с родом Джучи: Бату, Ордой, Шейбаном и Тангутом, которые также были назначены в те края. Оттуда Бату с Шейбаном, Буралдаем и с войском выступил в поход против буларов (булгар) и башгирдов (башкир) и в короткое время, без больших усилий, захватил их».
В башкирском предании «Акман-Токман» события тех времён описываются таким образом: «В старину хозяевами этих мест были башкиры. Богатство здешних земель и вод не описать словами… Кочевали башкиры со своими стадами и табунами с одного кочевья на другое. Каждый род, аймак имел свое место на весенних, летних, зимних и осенних стойбищах. Но вот нагрянула с востока страшная чёрная рать. Было это летом (1236 года). Все люди, вся скотина были на яйляу, в лесу, в горах, в долинах рек. Через башкирскую землю шла только часть вражеской рати. Основные же силы проходили южнее, по прияицким землям. Вскоре затем монгольский хан послал к башкирам своих нукеров — воинов — и вынудил народ покориться». Согласно преданию башкир племени бурзян: «Жестокие битвы происходили во времена… Батыя. Народ охранял свои земли, старался не пускать ханские войска в леса и горы. Особенно кровопролитным был бой на Тимеровском хребте около деревни Тимирово… От пролитой крови побурела вода в реке, что протекала рядом. После этого ту реку стали называть Бузарган (потемневшая, доел, посеревшая, помутневшая). Там же, на хребте, есть девятнадцать курганов. Говорят, это могилы погибших в том бою девятнадцати батыров. Местные жители скрывались от ханских воинов в горных ущельях». В другой легенде рассказывается таким образом: «Когда монголы подступили к нашим землям, башкиры все как один поднялись против пришельцев. Но силы были слишком неравны, и предкам пришлось уйти в леса. И воевали они как партизаны много-много лет. С тех пор про башкир пошла слава как об отчаянных воинах».
После того как начался Великий западный поход монголов, конфедерация башкирских племён уже не могла противостоять объединённым силам всей Монгольской империи и была вынуждена пойти на соглашение с завоевателями. Зная о стойкости башкир, монголы были готовы пойти с ними на компромисс. В 1236 году побывавшего среди башкир путешественник Юлиан Венгерский в своем докладе Папе Римскому Григорию IX, указал что встретил монгольского посла, знающего несколько языков. По предположению В. А. Злагостева, этим послом мог быть англичанин по имени Роберт — участник восстания 1215 года против короля Иоанна Безземельного, а позже служившего монголам. Далее Юлиан пишет: «Татарский народ (монголы) живёт по соседству с ними (башкирами). Но те же татары, столкнувшись с ними, не могли победить их на войне, наоборот, в первой битве были побеждены ими». По Юлиану, башкиры воевали с -монголами на протяжении 14 лет. В период 1221/1223—1235/1237 годов башкиры беспрерывно воевали с монголами, фактически, сдерживая натиск монгольского нашествия на восток. Башкиры неоднократно выигрывали сражения и, наконец, заключили договор о дружбе и союзе.
По М. Г. Сафаргалиеву, исторические сведения «в достаточной мере подтверждают факты сохранения монголами представителей прежней династии у русских, черкесов, алан, мордвы, башкир в период образования Золотой Орды». Согласно «Шежере племени усерган» и «Истории Усергана», Муйтен-бий как представитель башкир был принят Чингисханом. Муйтен бий одним из первых от золотоордынцев получил ярлык («дарственную бумагу — битич, скрепленную печатью») на улусное владение землями в бассейне рек Белая (Агидель), Тобол, Ишим (до Иртыша), верховьях реки Яик (Урал) с притоками. Территория улусных земель Муйтен-бия полностью совпадала с территорией исторического Башкортостана IX — начала XIII веков. По предположению И. В. Антонова, Муйтен-бий за ярлыком ездил к Батыю, ставка которого находилась у горы Ханкала (Абзелиловский район, Республика Башкортостан), и вместе со своим воинами мог сопровождать его в походе на Русь 1237—1238 годов. Итогом заключения вассального договора Муйтен-бия с монголами стало вхождение территории Башкортостана в состав Золотой Орды (Улуса Джучи), а сам Муйтен-бий был назначен номинальным правителем над всеми землями башкир.
В «Шежере племени юрматы» говорится так: «В то время наш предок Юрматы и другие роды направились к Чингис-хану и присягнули, говорят, ему на верно-
подданство». Согласно сказанию «Кысса-и Чингиз-хан» (из сборника «Дафтар-и Чингиз-наме»), следующие главы башкирских родов получили свои вотчинные земли и символы власти (уран, онгон, тамга) от самого Чингиз-хана: Кият-бий, Санакле — сын Кунграт-бия, Уйшин Майкы-бий (табын), Урдач-бий (минг), Тамъян-бий (тамьян), Кыпсак-бий (кыпсак), Юрматы-бий (юрматы), Кереит-бий (гирей), Муйтен-бий (усерган), Бурзян-бий (бурзян), Калдар-бий (кыргыз), Салчут-бий (сальют), Катай-бий (катай), Буркут-бий (уран и гайна).

## Система управления
Башкиры получают право бийства (ярлыки), то есть фактически Башкирский улус на правах определённой автономности полностью входит в состав Монгольской империи и становиться частью Улуса Джучи (Золотой Орды). Центром (столицей) Башкирского улуса мог быть город Башкерти (Башкорт), который отождествляется с Городищем Уфа II, расположенной в пределах современной Уфы. Этот город впервые упоминается Ибн Хальдуном в XIV веке, и далее отображается в картографических работах западноевропейских авторов XIV—XVI веков (в том числе на карте Герарда Меркатора, где город Башкерти (Башкорт) нанесен в устье реки Уфы).
В правовой иерархии монгольского государства башкиры занимали привилегированное положение как народ, обязанный ордынским ханам прежде всего военной службой и сохраняющий собственную родоплеменную систему и управление, в правовом отношении возможно вести речь лишь об отношениях сюзеренитета-вассалитета, а не «союзных». К этому времени относится первое юридическое оформление вотчинного права башкир на свои земли. Согласно заложенной Чингис-ханом политике первых монгольских ханов, в случае добровольного подчинения монголы предоставляли новым подданным широкие права внутреннего самоуправления. От лица хана утверждались земельные владения и сохранялась военная организация, после эти права и обязанности башкир, подтверждались правителями Золотой Орды. Ярлыки гарантировали сохранение вотчинных земель отдельных башкирских племён и родов.
Археологические находки, в том числе клады золотоордынских серебряных монет в археологических комплексах городища Уфа II, Якты-Куль, Петровский, Брик-Алгинский и других, являются важным показателем вовлеченности средневековых башкир в развитые торгово-экономические отношения в эпоху Золотой Орды.
В XIII—XIV веках у башкир окончательно формируется феодальное, сословно-иерархическое общество во главе с ордынским ханом. Согласно Плано Карпини, «хан указывает, где пребывать вождям, вожди же указывают места тысячникам, тысячники — сотникам, сотники — десятникам». От имени хана Башкортостаном управляли бии разных башкирских племён. Бии занимались распределением земель между племенами, собиранием налогов с населения, а также следили за выставлением подчиненными им нукерами, тысячниками воинов ордынскому войску и т. п.
В Башкортостане также происходили восстания, вызванные внедрением обременительных повинностей и налогов или грабительскими набегами монголов. По сообщению Рашид ад-Дина, «Булгар и Башгирд являются большой страной и представляют собой места недоступные. Несмотря на то, что монголы тогда завоевали её, жители её снова восстали, и она до сих пор не вполне покорена». Согласно «Шежере племени мин» «в течение трёх поколений (после нашествия) было разорение». В башкирском предании «Акман-Токман» рассказывается так: "Невмоготу стало башкирам, и они стали подниматься против хана. Среди них был храбрый джигит Сураман. Он собрал довольно большое войско и уничтожил ханских нукеров, собиравших ясак. Некоторым удалось сбежать. Хан послал против Сурамана войско, но тот ещё долго продолжал воевать. Вместе с ним сражалась и его жена. Со временем люди стали приноравливаться к сложившимся обстоятельствам. Укрывшись в лесах и на горах, повстанцы стали подстерегать ханских сборщиков ясака, неожиданно нападали на них. Завязывалась схватка. Скот заранее угонялся в глубь лесов и гор. Так проходило лето. В бездорожные зимы, когда леса и горы покрывались снегом, ханские отряды не могли пробраться в глухие места. Зимой было спокойнее. С наступлением лета снова начинались бои. Долго продолжалась борьба против хана. Она то стихала, то снова усиливалась. Стал стареть и Сураман, который включился в борьбу ещё совсем молодым джигитом. В одном из жестоких боев он погиб, после чего борьбу возглавила его жена. Однажды в бою и её сильно ранило. Перед смертью она призвала своих сыновей (а их было двое: старший — Акман, младший — Токман) и сказала им так: «Дети мои, настал мой час, я ухожу вслед за вашим отцом. Когда он погиб, вы были ещё маленькими. Умирая, отец ваш сказал: „Чем жить на коленях, лучше умереть стоя“. Сыновья мои, вы теперь выросли, стали джигитами, не забудьте завет отца». И Акман с Токманом продолжили борьбу, которой не было конца. Однажды взяли они с собой с сотню самых надежных воинов и ушли на зимовку вглубь Уральских гор. Но среди них оказался предатель. Как-то раз ночью он сбежал и указал ханским приспешникам место зимовки Акмана и Токмана, получив за это вознаграждение. Хан послал туда большое войско. Батыров прижали к горам. С трудом путая следы, им удалось скрыться и выйти в Зауралье. Но там их тоже ожидали враги. Это было ранней весной, когда снег то таял, то замерзал. Начались сильные бураны. У беженцев кончились продукты, не было такого места, где можно было бы укрыться, передохнуть. Голая степь, невыносимый буран. Акман, Токман и их боевые спутники, голодные и измученные замёрзли. Лишь некоторым удалось добраться до ближайшей деревни. Но там тоже находились ханские войска. До последнего дрались джигиты и погибли до последнего. Среди них были две храбрые девушки. Их тоже схватили и жестоко замучили." К середине XIII века часть башкирской знати была готова отстаивать свои права, в данном случае Сураман и его жена, а также их сыновья Акман и Токман вели неравную борьбу уже не против завоевателей, но против суверенов.
Бату (Саин-хан) разделил свои владения на три улуса: Орду, Бату и Шибан. Граница между улусами Бату и Шибана проходила по нижнему течению реки Яик, которая в своём верхнем и среднем течении отделяла Башкирский улус от улуса Шибана. Башкиры не были разверстаны по крыльям и десятичной системе. В состав улуса Шибана могли войти земли зауральских башкир. Земли зауральских башкир вошедшие в состав улуса Шибана управлялись местными башкирскими биями, а также представителями золотоордынского чиновничества. Тем самым на территории исторического Башкортостана функционировали два «иля» — Башкирский и Табынский, управляемые своими князьями — биями.
Башкирский улус представлял собой вассальное владение с собственным правителем, который платил дань Батуидам, а зауральские башкиры — Шибанидам. Постепенно власть в Башкортостане полностью перешла к Шибанидам. По мнению некоторых учёных, ставка ханов находилась в пределах современной Уфы (Чёртово городище) и Оренбурга (Городище Актюба). Согласно Абулгази, хронология правителей улуса Шибана была следующей:
- Шибан (с 1243)
- Бахадур-оглан (1266—1280)
- Джучи-Бука (1280—1310)
- Бадакул-оглан (после 1310)
- Менгу-Тимур (до 1359)
- Пулад-Тимур (1359—1367)
- совместно Ибрагим и Араб-шах
- Туглук-хаджи
- Тимур-шейх
- Ядигер

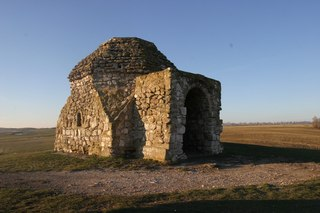
Мавзолей Тура-хана

В башкирском фольклоре ханы Шибаниды, правившие Башкортостаном и Западной Сибирью, именовались Тура-ханами. По предположению А. А. Валидова, в мавзолее Тура-хана в 1482 году был захоронен Махмудек-оглан — прадед сибирского хана Кучума. По предположению С. У. Таймасова, после того как власть в Сибирском ханстве захватил Абулхайр-хан и смерти сибирского хана Хаджи-Мухаммада, сын Хаджи-Мухаммада — Махмудек жил на территории Уфы.
Иоганка Венгр проживший в 1310-х годах в Башкортостане вместе с англичанином Вильгельмом «6 лет непрерывно», в своем письме к генералу ордена, датированном 1320 годом, сообщает о том, что «государь всей Баскардии» имел дипломатические отношения со страной Сибирь (Sibur), которой скорее всего соответствует Тайбугинский юрт, где правили Тайбугины. В письме также упоминается некий «татарский судья», который являлся наместником-баскаком, следившей за лояльностью башкирского государя и исправным сбором податей.
В. П. Юдин, исследовав сочинение «Чингиз-наме» Утемиш-хаджи, предположил что захвативший власть в Золотой Орде эмир Баджир Ток-Буга был башкиром. Но вскоре он был убит сторонниками Чингизидов. Байджура хан был похоронен около Уфы. Правителем Золотой Орды стал Узбек-хан. Расцвет Золотой орды приходится на время правления Узбек-хана (1313—1341), также к этому времени относится упразднение в Башкортостане местного правителя или правящей династии. В XIV веке в связи с централизацией Золотой Орды, прежние улусы преобразовывались в области во главе эмиров.
Во второй половине XIV века в Золотой Орде получило развитие института тарханства. Тарханы пользовалось правами налогового и административного иммунитета. В 1355—1380 годах в период «Великой замятни» на троне Золотой Орды сменилось более 25 ханов. Междоусобица затронула также и Башкортостан, который также становится ареной военных действий.
Согласно Шараф ад-Дину Йезди, хан Тохтамыш выступая против Тимура (Тамерлана), «собрал со всего Улуса Джучи огромное войско. Из русских, черкесов, булгар, кипчаков, аланов [жителей] Крыма с Кафой и Азаком, башкирдов… собралось войско изрядно большое». Однако под натиском врага, войско Тохтамыша было вынуждено отступать на север, известно его временная дислокация около «Кырк-Куля» (озеро Кандры-Куль). Во время своего правления Тохтамыш своими пожалованиями смог создать себе в Башкортостане военно-политическую опору в лице башкир, поэтому для отступления выбрал именно его территорию. Однако Тимур видел в этом слабость противника и продолжил преследование, маршрут его войска пролегал через Тобол, а после верховьям рек Яик, Сакмара и Ик. В июне 1391 года при реке Кондурче состоялась «Битва народов». В сражении столкнулись армии двух мировых держав того времени: хана Золотой Орды Тохтамыша и эмира Самарканда Тимура (Тамерлана). Битва закончилась поражением золотоордынцев, разрушением множества городов. Согласно башкирскому эпическому сказанию «Последний из Сартаева рода», Джалык-бий возглавил борьбу башкир против Тимура, отряды которого рассыпались по краю, убивая и грабя местное население.
По сообщению Абд аль-Гаффара Кырыми, после того как в сражении 1419 года хана Кадыр-Берди против Едигея, последний был убит, его сыновья Кей-Кувад и Нураддин «ушли в вилайет Тура и поселились среди народа под названием башкурд». По башкирским преданиям, Нураддин (баш. Мораҙым: ?—1440) был похоронен в долине реки Дёма.
В «Истории Усергана» кроме прочих описаны события, относящиеся к противостоянию Улуг-Мухамета и Барака в 1422—1423 годах: «Тура-хан. На реке Агидель известна гора (под названием) Тура-таг. Это место его ставки. Он был самовластным ханом башкирского народа. Его сын был Кусем-хан. В те времена в Сарайчике было сражение с Бурак-ханом, то есть происходили битвы из-за земли и воды. После Кусем-хан отправил своего младшего брата Бирдебека с сильным войском с северной стороны. Бурак с правой стороны отправил Мансура. Затем с двух сторон противостояли (друг другу), готовились к битве. Ведя переговоры, заключили соглашение о следующем: правая сторона реки Самары досталась Бурак-хану, его подданными были ногайцы; северная сторона реки Самары досталась Кусем-хану, его подданными были башкиры. Затем после перемирия Бирдебек-султан (и) Мансур с двух (противоположных) берегов реки Агидель состязались в стрельбе из лука. Каждый из них был великолепным стрелком и эмиром, и стрелы обоих перелетали дороги, идущие по (обеим) сторонам реки Агидель. Прожив с таким пиршеством и весельем месяц, ушли обратно, то есть вернулись в свои страны. Башкирский и ногайский народы на некоторое время остались (жить) в мире, до эпохи Урак Мамая».
В связи с кризисом власти в Золотой Орде постепенно политически обособляется и обретают самостоятельность ряд регионов. После распада Золотой Орды, территория исторического Башкортостана находится под управлением Ногайской Орды, Казанского и Сибирского ханств.

## Религия

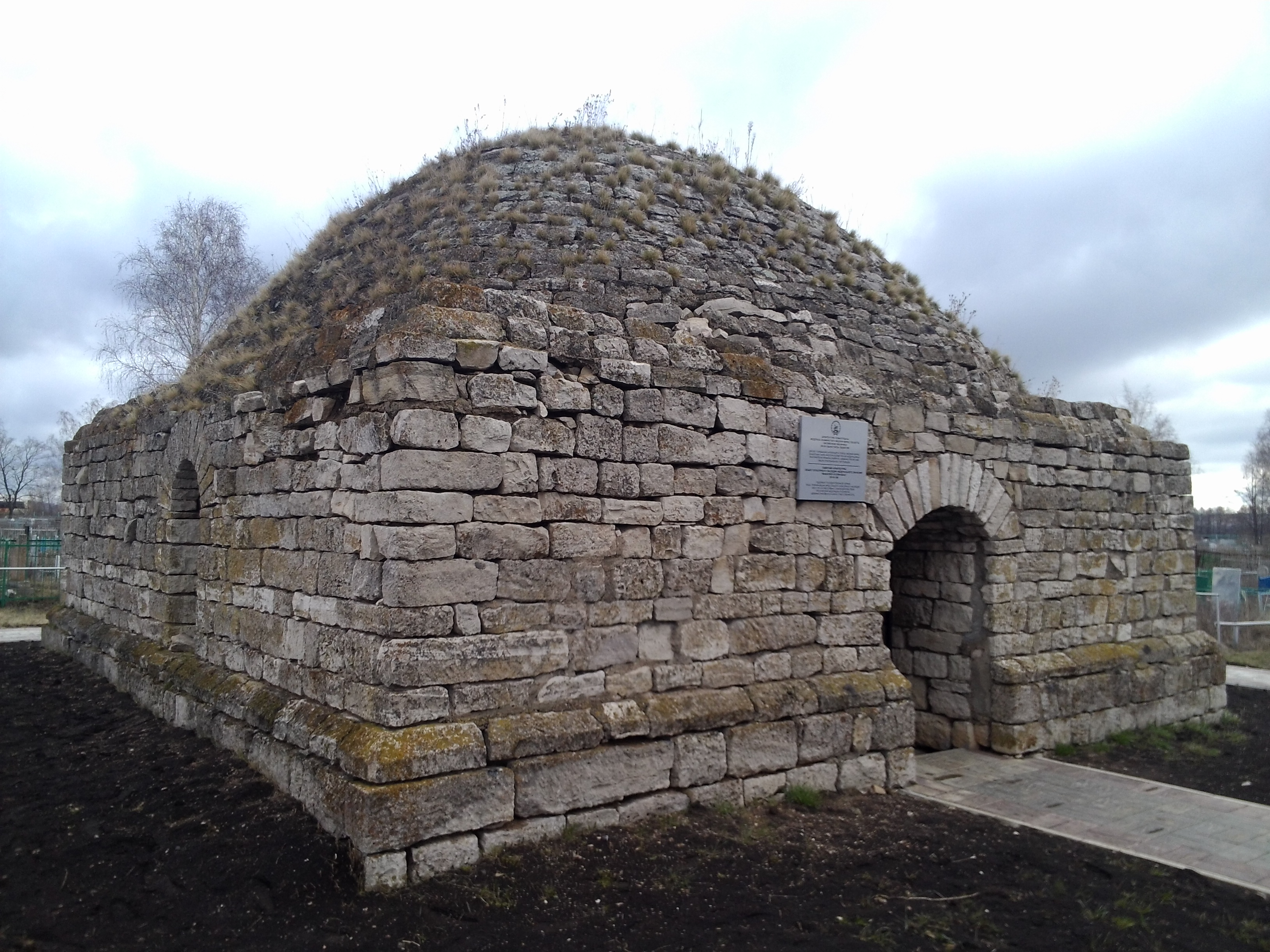
Мавзолей Хусейн-бека. XIV в.

Большую роль в обращении башкир в ислам на раннем этапе сыграли суфийские миссионеры братств Ясавийа и Накшбандийа, проникавшие на Южный Урал из городских центров Средней Азии, прежде всего, из Бухары. К XIII веку относится деятельность шейха Мухаммад Рамазан аль-Ауш, похороненный на горе Ауштау (ныне в Учалинском районе Башкортостана), а к XIV веку — Хусейн-бека — «первого имама Башкирии», в честь которого был построен мавзолей. С деятельностью имама Хусейн-бека связывают возведение «Азиевой» мечети. В Азиевой мечети проходили всебашкирские народные собрания (йыйыны), которые являлись высшей властью во внутреннем самоуправлении башкир. На этих съездах принимались важнейшие решения, которые в дальнейшем определяли будущее края. На собраниях представители башкирских родов согласовывали общие действия всех родов, вырабатывали единые позиции в отношении тех или иных мероприятий царского правительства, принимали решения о начале или завершении войны или восстания, выбирали руководителей войск военных подразделений. Также на этих йыйынах приглашали и смещали ханов, которых здесь считали лишь как необходимых во время восстания или войны военачальников. Принятые на съезде решения было обязательным для всех башкир, его утверждение производилось в форме клятвы на Коране при обязательном участии мусульманских религиозных деятелей.
Брат из ордена миноритов Иоганка Венгр, проживший в 1310-х годах в Башкортостане вместе с англичанином Вильгельмом «6 лет непрерывно», в своем письме к генералу ордена, датированном 1320 годом, сообщает: «Когда я, брат Иоганка, с двумя братьями-венграми и одним англичанином дошли до Баскардии, большого народа, подчиненного татарам (монголам), двое братьев-венгров по делам веры отошли от нас, а я со сказанным англичанином, по имени Вильгельм, оставался там 6 лет непрерывно. И были там татары, судьи баскардов, которые, не будучи крещены, а исполнены несторианской ереси, когда мы стали проповедовать им нашу веру, с радостью приняли её. Государя же всей Баскардии с большей частью его семьи мы нашли совершенно зараженным
сарацинским заблуждением (исламом)… Когда же мы участили поучения о вере и доказали сарацинским учёным всеми доступными нам способами, и писанием, и
знамениями, и доводами, и примерами, что весь их закон ложный и языческий…, они, придя в ярость, пытались нас умертвить. Нас схватили и с жестокостью заключили в тюрьму, заковав в железо и мы… с радостью ждали смерти, но они, боясь татар, не смели на это решиться. Ибо татары любят христиан, а их ненавидят и преследуют».
При Узбек-хане (1313—1341) ислам становиться официальной религией Золотоордынского ханства. В его правление к башкирам с миссионерской целью посылались мусульманские проповедники, получившие духовное образование в Булгаре. В долинах рек Башкортостана — Агидели, Уршака, Дёмы, Чермасана, Ика расположены могилы более чем 20 мусульманских миссионеров. По сообщению Аль-Омари, «в земле Башкырдов [находился] мусульманский кади, пользующийся почётом».